# Peaches Geldof
Peaches Honeyblossom Geldof, född 13 mars 1989 i Westminster i London, död 7 april 2014 i Wrotham, Kent, var en brittisk kolumnist, TV-personlighet. Hon skrev för Elle och The Sunday Telegraph.

## Biografi
Peaches Geldof föddes som dotter till musikern Bob Geldof och TV-personligheten Paula Yates, syster till Fifi Trixibelle och Pixie Geldof samt halvsyster till Tiger Hutchence. Modern avled år 2000 i en heroinöverdos.
Under åren 2008 till 2009 var Geldof gift med musikern Max Drummey. Den 8 september 2012 gifte sig Geldof med musikern Thomas Cohen i kyrkan St Mary Magdalene and St Lawrence Church i Davington i Kent, samma kyrka som hennes föräldrar gifte sig i 1986. Geldof och Cohen fick två söner, Astala född 2012, och Phaedra född 2013.

### Död
Den 7 april 2014 hittades Peaches Geldof död i sin säng av maken. Orsaken till att hon avlidit visade sig senare när obduktionsrapporten offentliggjordes att hon dött av en heroinöverdos. Geldof hade i hemlighet, även inför familjen, sökt hjälp veckorna innan för sitt missbruk.
Hennes sista inlägg på Twitter var en bild på hennes mamma Paula Yates som håller henne i famnen vid unga år.